# Erik Werner (ämbetsman)
Erik Werner, född den 1 februari 1901 i Djura församling, Kopparbergs län, död den 1 december 1969 i Örebro, var en svensk ämbetsman.
Werner avlade studentexamen i Örebro 1919 och juris kandidatexamen vid Uppsala universitet 1925. Han genomförde tingstjänstgöring i Bollnäs domsaga 1925–1928. Werner blev länsnotarie i Örebro län 1928 och länsassessor där 1941. Han var landssekreterare 1951–1966 och inspektor vid Karolinska högre allmänna läroverket 1952–1958. Werner blev riddare av Vasaorden 1951 och av Nordstjärneorden 1953 samt kommendör av sistnämnda orden 1957. Han vilar på Näsby kyrkogård.